# Gare de Charles-de-Gaulle - Étoile
Pour les articles homonymes, voir Charles de Gaulle (homonymie).
Ne doit pas être confondu avec Charles de Gaulle - Étoile (métro de Paris), Gare de l'aéroport Charles-de-Gaulle 1 ou Gare de l'aéroport Charles-de-Gaulle 2 TGV.
La gare de Charles-de-Gaulle - Étoile est une gare ferroviaire française de la ligne A du RER, située à la limite des 8e, 16e et 17e arrondissements de Paris.
Elle est mise en service en 1970 par la Régie autonome des transports parisiens (RATP).

## Situation ferroviaire
La gare de Charles-de-Gaulle - Étoile est située au point kilométrique (PK) 17,68 de la ligne A du RER, entre les gares de la Défense et d'Auber.

## Histoire
La ligne A du RER fut mise en service entre les gares de Nation et Boissy-Saint-Léger en 1969, puis entre les gares de La Défense et Étoile, devenu Charles-de-Gaulle - Étoile, le 19 janvier 1970 (ensuite prolongé de La Défense à Saint-Germain-en-Laye); les deux tronçons sont réunis en 1977.
La construction de la gare, sous la place de l'Étoile, débuta début janvier 1964 et le gros œuvre fut achevé en septembre 1965. Cette gare fut conçue par l'architecte Pierre Dufau. 
En 2015, la fréquentation annuelle estimée par la RATP est de 8 495 803 voyageurs.
Depuis 2019, cinquante ans après son ouverture, la gare est progressivement rénovée. Les travaux portent sur « la voûte des quais, le carrelage, les éclairages, le mobilier, les commerces ainsi que les services voyageurs » ; ils se sont achevés en 2024,.

### Accueil

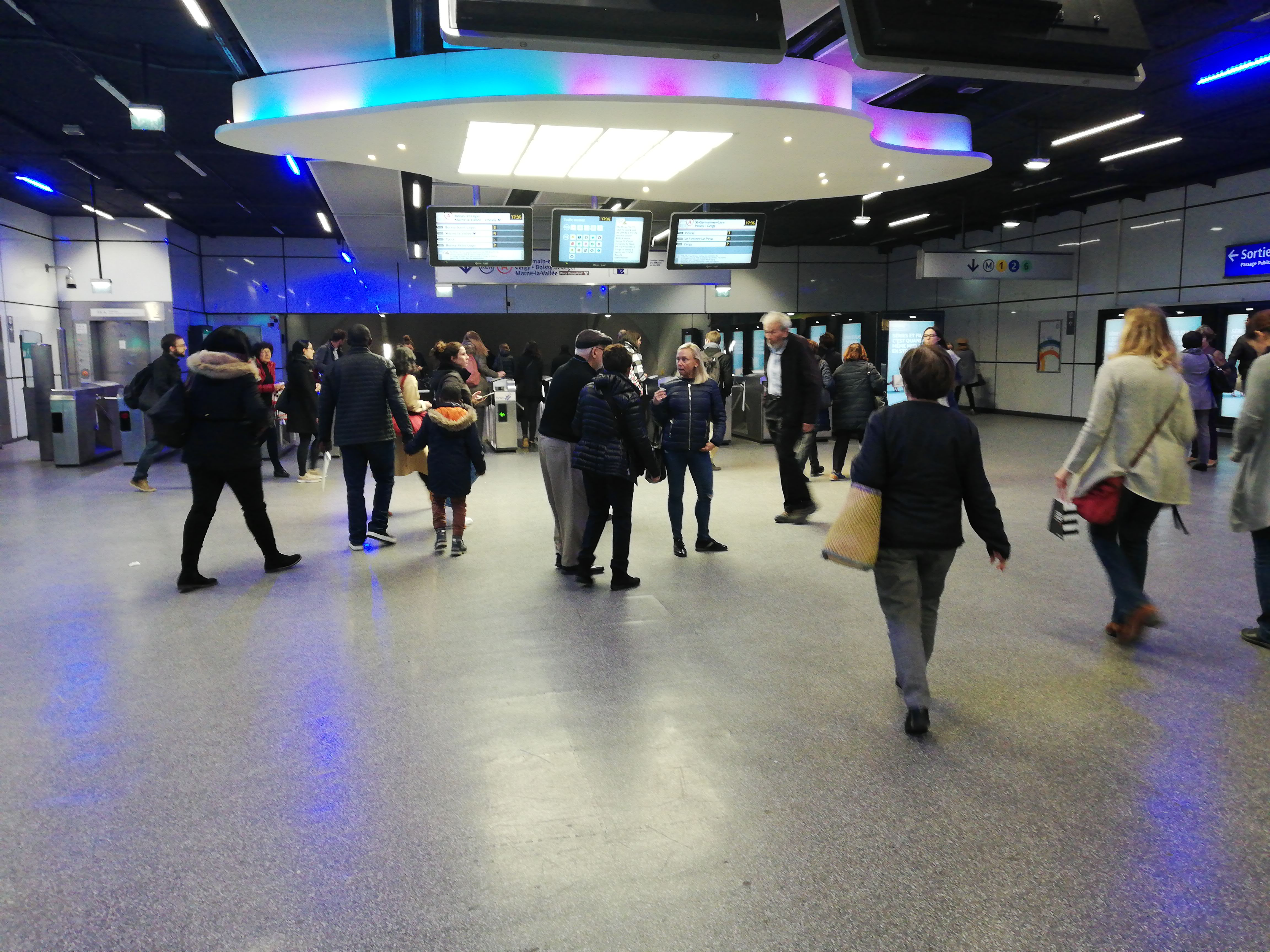
Salle des échanges.

## Service des voyageurs

### Quais
L'architecture et le code graphique de cette gare sont semblables à celles des autres gares de la ligne A du RER et situées à l'intérieur de Paris. Les dimensions de la gare sont de 225 mètres de long sur 21 mètres de large.

Galerie de photographies
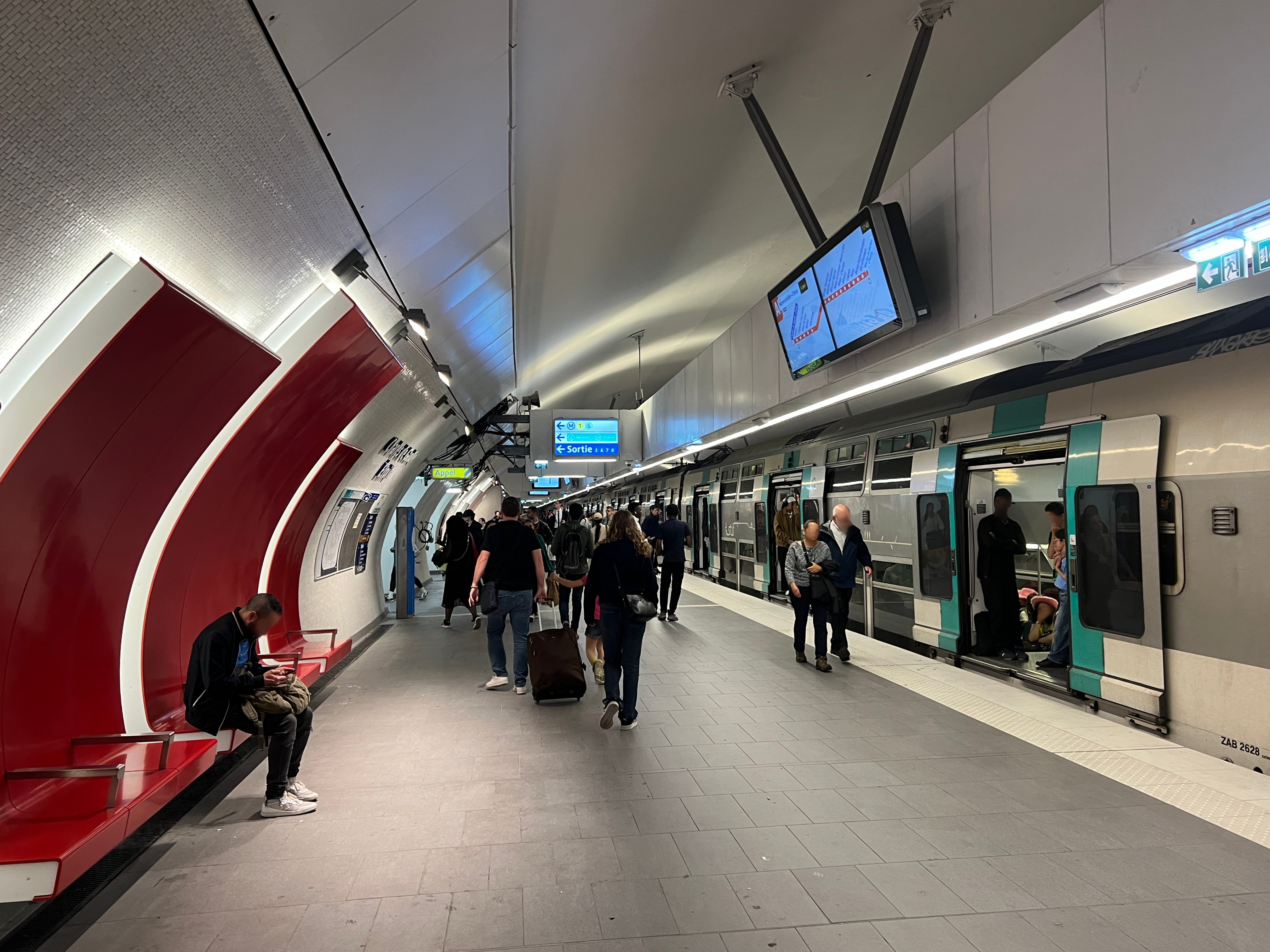
MI 09 à quai.
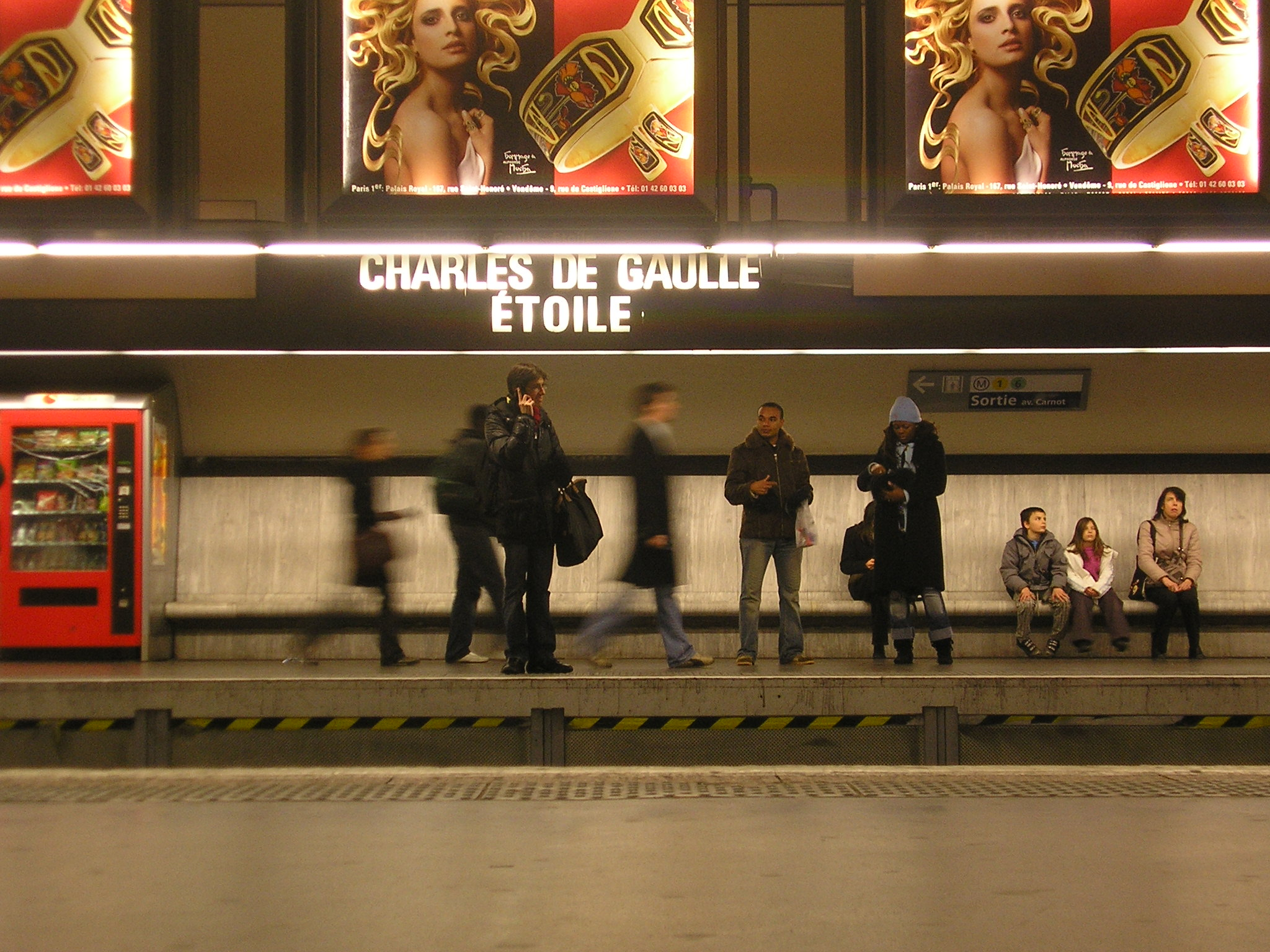
La gare en 2006.
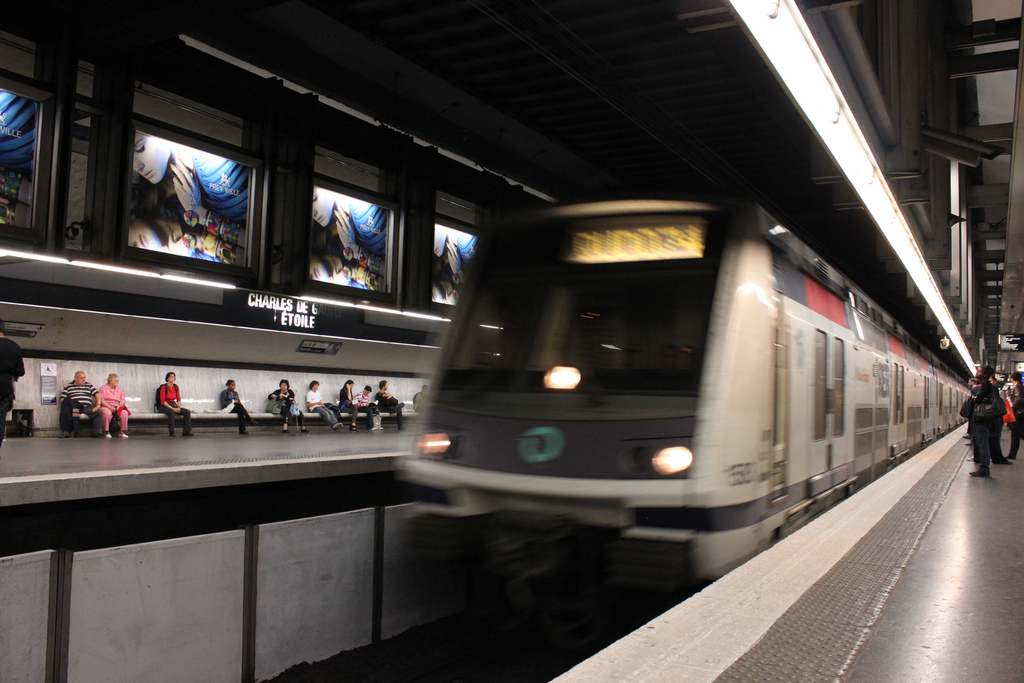
Une MI 2N arrivant en gare en 2009.

### Desserte
La gare est desservie par les trains de la ligne A du RER. Sur le tronçon central, dans le sens Est-Ouest, c'est la dernière gare parisienne. Elle est desservie à raison (par sens) :
- de 12 trains par heure le samedi et le dimanche ;
- de 15 trains par heure aux heures creuses du lundi au vendredi ;
- de 24 à 30 trains par heure aux heures de pointe du lundi au vendredi ;
- de 8 trains par heure tous les jours en soirée.

### Intermodalité
La gare est en correspondance avec la station de métro Charles de Gaulle - Étoile. C'était la dernière gare accessible avec un ticket t+ en direction de l'ouest parisien ; pour se rendre à la Grande Arche avec ce ticket, il fallait prendre la ligne 1 et descendre à la station de métro La Défense. La mise en place du ticket « Métro-Train-RER » le 1er janvier 2025 supprime cette spécificité.
La gare est desservie par les lignes de bus 22, 30, 31, 52, 73, 92 et 341 du réseau de bus RATP et, la nuit, par les lignes N11, N24, N53, N151 et N153 du Noctilien.